# Fikayo Tomori
Oluwafikayomi Oluwadamilola "Fikayo" Tomori ou simplesmente Tomori (Calgary, 19 de dezembro de 1997) é um futebolista canadense naturalizado inglês que atua como zagueiro. Atualmente joga no Milan.

## Carreira
Tomori ingressou nas categorias de base do Chelsea em 2005, aos 8 anos de idade. Em maio de 2016, foi relacionado pela primeira vez para um jogo do time principal no empate por 1 a 1 com o Liverpool, juntamente com Tammy Abraham e Kasey Palmer, porém não entrou em campo. Quatro dias depois, estreou como profissional na última partida dos Blues em 2015–16, contra o Leicester, entrando no lugar do sérvio Branislav Ivanović aos 15 minutos do segundo tempo.

### Empréstimos
Em janeiro de 2017, o Chelsea emprestou Tomori ao Brighton & Hove Albion, que jogava a segunda divisão inglesa na época. O primeiro jogo do zagueiro com a camisa dos Seagulls foi contra o Lincoln City, pela quarta fase da Copa da Inglaterra de 2016–17, e sua estreia na EFL Championship ocorreu na vitória por 2 a 0 sobre o Barnsley, em fevereiro do mesmo ano. Foram, no total, 10 jogos e nenhum gol pelo Brighton.
Para a temporada 2017–18, Tomori foi novamente emprestado, desta vez para o Hull City. Sua primeira partida pelos Tigres foi contra o Fulham. Saiu do clube após 26 partidas (25 pela segunda divisão e uma pela Copa).
Em agosto de 2018, mais um empréstimo, agora para o Derby County, realizando sua estreia contra o Leeds United, que venceu por 4 a 1. Suas atuações renderam o prêmio de Jogador do Ano da EFL Championship, embora o Derby não tenha conquistado o acesso à Premier League.

### Retorno ao Chelsea
Na temporada 2019–20, com o final do empréstimo ao Derby County (55 jogos e 3 gols, contabilizando partidas da Segunda Divisão, Copa da Inglaterra e Copa da Liga), Tomori foi reintegrado ao elenco principal do Chelsea, onde passou a utilizar a camisa 29 (anteriormente, usou 43 e 33 como seus números de camisa). Em 31 de agosto, o zagueiro atuou pela segunda vez na Premier League como atleta dos Blues contra o Sheffield United. A partida terminou com empate por 2 a 2.
Em setembro, balançou as redes pela primeira vez na vitória por 5 a 2 contra o Wolverhampton, com um chute de fora da área. Voltou a marcar com a camisa dos Blues na vitória fora de casa por 2-1 contra o Hull City válida pela FA Cup.

## Seleções

### Canadá
Nascido em Calgary, no Canadá, Tomori chegou a disputar 3 partidas pela Seleção Sub-20 dos Canucks em 2016.

### Inglaterra
No mesmo ano, passou a integrar as equipes de base da Inglaterra. Pelo time Sub-20, venceu a Copa do Mundo da categoria, realizado em 2017 na Coreia do Sul.
Em outubro de 2019, foi convocado pela primeira vez para defender a seleção principal do English Team. Ele também é elegível para defender a Nigéria, onde possui origens.

## Títulos
Milan
- Campeonato Italiano: 2021–22
- Supercopa da Itália: 2024

Inglaterra
- Copa do Mundo Sub-20: 2017

### Prêmios individuais
- Jogador do ano da EFL Championship de 2018–19